# Gendarmería Nacional (México)
La Gendarmería fue una división de la Policía Federal de México creada el 22 de agosto de 2014 por decreto del presidente Enrique Peña Nieto a través de la Secretaría de Gobernación como parte de su estrategia de seguridad para combatir el crimen organizado en ese país. 
La división de Gendarmería, al igual que el resto de las divisiones que conformaban la Policía Federal, desapareció oficialmente el 1 de octubre de 2019 con la publicación en el Diario Oficial de la Federación el acuerdo por el que se transfieren todos los recursos humanos, materiales y financieros de la institución federal a la Guardia Nacional.

## Historia
La "Gendarmería Nacional" fue una propuesta en la cual se planteó el lanzamiento de esta unidad con un primer contingente de 5000 elementos, a su vez divididos en 6 generaciones, dispersados en el territorio nacional para su capacitación y congregando a todo el contingente en el Campo Militar 37-C "San Miguel de los jagüeyes" en Huehuetoca, Edo.Mex. para la capacitación e instrucción militar.
Vale la pena destacar, que en la capacitación, se contó con la participación de los comandos jungla de la Policía Nacional de Colombia así como de la Gendarmería de Francia.
Fue la séptima División de la Policía Federal, dependiente en un principio por la Comisión Nacional de Seguridad, y a su vez de la Secretaría de Gobernación de México.
La creación de la Gendarmería fue una propuesta de Enrique Peña Nieto realizada el 9 de abril de 2012 durante su campaña por la presidencia de México, originalmente como un cuerpo de seguridad civil dependiente del ejército mexicano. Tal propuesta la reafirmaría tras ser electo presidente y anunciando que el modelo sería similar a las gendarmerías de Francia y Chile, por lo que pasó a formar parte de su política de seguridad junto a las reformas del Sistema Nacional de Seguridad.
En 12 de febrero de 2013, se anunció que Manuel Mondragón y Kalb sería el titular de la Gendarmería al mismo tiempo que de la Comisión Nacional de Seguridad, para que un civil tuviera el mando de la misma, y se anunció el apoyo de la Gendarmería nacional francesa para el adiestramiento de la nueva fuerza de seguridad. En el presupuesto de egresos federal aprobado ese año se le otorgó a este cuerpo de seguridad un presupuesto de 1,500 millones de pesos, con un flujo presupuestal de 300 millones por mes.
El 8 de mayo de 2013 se anunció que la Gendarmería entraría en activo el 16 de septiembre de 2013 para coincidir con el desfile de las fuerzas armadas que se realiza ese día en México. Pero en agosto de ese año se postergó el inicio de sus funciones a julio de 2014 y se anunció que no sería más una fuerza dependiente del ejército, sino que se convertiría en una división de la Policía Federal de México.
Las reformas legales para la creación de la gendarmería se realizaron mediante decreto presidencial que fue publicado en el Diario Oficial de la Federación el 22 de agosto de 2014, en donde se reformó el Reglamento de la Ley de la Policía Federal, donde se enumera a la Gendarmería Nacional como la séptima división de la Policía Federal mexicana. Ese mismo día en el Centro de Mando de la Policía Federal Base Iztapalapa el presidente Enrique Peña Nieto abanderó a la nueva división con lo que dieron inicio sus funciones. El nuevo cuerpo policial inició con 5000 agentes civiles.
El 27 de agosto de 2014, Manelich Castilla Craviotto fue nombrado titular de la Gendarmería. Ese mismo día sus activos fueron desplegados en Valle de Bravo, Estado de México, para comenzar sus funciones.
El 19 de marzo de 2015, en el municipio de Ocotlán, Jalisco, un convoy de la Gendarmería fue atacado, resultando muertos 5 agentes. Se trató del ataque más mortífero que ha sufrido la Gendarmería desde que fue lanzada en 2014 por el presidente Enrique Peña Nieto. De acuerdo con investigaciones de la PGR, los gendarmes fueron atacados presuntamente por miembros del Cártel de Jalisco Nueva Generación debido a un movimiento de drogas en la ciudad.
En junio de 2015, la Gendarmería, de acuerdo con la Encuesta Nacional de Seguridad Pública Urbana, elaborada por el Instituto Nacional de Estadística y Geografía INEGI. Los porcentajes de la población que manifestó identificar a las diversas autoridades y percibió su desempeño como “muy o algo efectivo” en sus labores relativas a la prevención y combate a la delincuencia, fueron de 62.8 % para la Gendarmería Nacional, muy lejos del 56.8 % para el caso de la Policía Federal. En términos generales, la sociedad identifica a la Gendarmería como una institución independiente y diferente a la Policía Federal.

## Armas
Las armas principales son el fusil CZ 805 BREN A1 - Česká Zbrojovka calibre 5.56 × 45 mm NATO y el fusil FAL DSA SA58 calibre 7.62 × 51 mm NATO. El arma secundaria es la pistola CZ P-09 - Česká Zbrojovka calibre 9 × 19 mm Parabellum.

## Funciones
Conforme al Reglamento de la Ley de la Policía Federal en su artículo 17 bis, corresponden a la Gendarmería las siguientes funciones:
I.     Generar condiciones de seguridad pública, mediante el despliegue operativo que realice en cumplimiento de las atribuciones previstas en el artículo 8, fracciones I, II, III o XXX de la Ley, en las situaciones siguientes:
a) Ante la presencia de la delincuencia organizada o al alto índice delictivo, que amenacen la vida, la libertad, la integridad o el patrimonio de los ciudadanos;
b) Ante la amenaza contra las fuentes de ingresos de las personas, relacionadas con los ciclos productivos, o
c) Ante eventos en los que, por su trascendencia, el Comisionado General determine que se requiera de la presencia de esta División para prevenir la comisión de delitos.
II.     Implementar, de conformidad con las disposiciones jurídicas aplicables, estrategias integrales para fortalecer la seguridad pública de las personas ante las situaciones a que se refiere la fracción I de este artículo, basadas en el análisis del comportamiento de la criminalidad, considerando las características sociodemográficas, económicas y culturales de las instalaciones, eventos, comunidades, regiones, zonas y rutas en los que se encuentren desplegados sus Integrantes;
III.    Proponer programas de vinculación social y de participación ciudadana que permitan llevar a cabo actividades de apoyo a las comunidades en que se encuentren desplegados sus Integrantes;
IV.   Proponer y, en su caso, ejecutar acciones táctico-operativas de disuasión, reacción, contención y restablecimiento del orden público en las instalaciones, eventos, comunidades, regiones, zonas y rutas en las que se encuentren desplegados sus Integrantes;
V.    Supervisar que se realicen las gestiones necesarias ante la Secretaría General para disponer de la infraestructura y el equipamiento que permitan el despliegue operativo itinerante de sus Integrantes y el cumplimiento de sus atribuciones;
VI.   Proponer y, en su caso, implementar acciones para brindar seguridad al tránsito de las personas, bienes y servicios en las instalaciones, eventos, comunidades, rutas, regiones o zonas en las que estén desplegados sus Integrantes, en coordinación con las instancias competentes;
VII.   Participar, en coordinación con la División de Inteligencia, en la elaboración de métodos de inteligencia que permitan generar estrategias para la prevención e investigación de los delitos;
VIII.  Proponer al Comisionado General los protocolos de operación que permitan el desarrollo de sus atribuciones en comunidades indígenas, poblaciones de alta marginación social, personas en situación vulnerable, turistas, migrantes y extranjeros, con respeto a sus derechos humanos, y
IX.   Participar en auxilio a la población en acciones de protección civil en coordinación con las autoridades competentes.

## Titulares
Desde su creación, la División de Gendarmería contó con los siguientes titulares al mando: 
| Presidente en turno         | No. | Jefe de División            | Inicio                   | Final                   |
| --------------------------- | --- | --------------------------- | ------------------------ | ----------------------- |
| Enrique Peña Nieto          | 1°  | Manelich Castilla Craviotto | 30 de septiembre de 2013 | 29 de agosto de 2016    |
| Enrique Peña Nieto          | 2°  | Benjamín Grajeda Regalado   | 11 de octubre de 2016    | 30 de noviembre de 2018 |
| Andrés Manuel López Obrador | 2°  | Benjamín Grajeda Regalado   | 1 de diciembre de 2018   | 1 de octubre de 2019    |

## Agrupamientos
Para realizar su labor cuenta con Agrupamientos de operativos regulares desplegados en todo el territorio nacional, además de ellos cuenta con diversos agrupamientos con funciones espacializadas como son, Agrupamiento de Operaciones Especiales, Agrupamiento de Caballería, Agrupamiento de Seguridad Fronteriza, Agrupamiento de Misión Ambiental, Agrupamiento de Seguridad Turística, Agrupamiento de Proximidad Social y Agrupamiento de Protección a Ciclos Productivos.